# 12.º distrito congresional de California
El 12.º distrito congresional es un distrito congresional que elige a un Representante para la Cámara de Representantes de los Estados Unidos por el estado de California. Para 2019, el distrito tenía una población de 779,824 habitantes, y comprende la ciudad de San Francisco, California. Actualmente el distrito está representado por la demócrata Barbara Lee.

## Geografía
El 12.º distrito congresional se encuentra ubicado en las coordenadas 37°47′08″N 122°26′02″O / 37.7855141, -122.4340005.

## Demografía
Según la Oficina del Censo de los Estados Unidos, en 2011 había 647.914 personas residiendo en el 12.º distrito congresional. De los 647.914 habitantes, el distrito estaba compuesto por 368.561 (56.9%) blancos; de esos, 342.765 (52.9%) eran blancos no latinos o hispanos. Además 14.328 (2.2%) eran afroamericanos o negros, 1.843 (0.3%) eran nativos de Alaska o amerindios, 216.041 (33.3%) eran asiáticos, 7.432 (1.1%) eran nativos de Hawái o isleños del Pacífico, 34 786 (5.4%) eran de otras razas y 30 719 (4.7%) pertenecían a dos o más razas. Del total de la población 117 423 (18.1%) eran hispanos o latinos de cualquier raza; 65 327 (10.1%) eran de ascendencia mexicana, 3.413 (0.5%) puertorriqueña y 1 439 (0.2%) cubana. Además del inglés, 2.501 (13.1%) personas mayor a cinco años de edad hablaban español perfectamente.
El número total de hogares en el distrito era de 237 814 y el 66.3% eran familias en la cual el 28.7 tenían menores de 18 años de edad viviendo con ellos. De todas las familias viviendo en el distrito, solamente el 52.2% eran matrimonios. Del total de hogares en el distrito, el 4.6 eran parejas que no estaban casadas, mientras que el 1.3% eran parejas del mismo sexo. El promedio de personas por hogar era de 2.68. 
En 2011 los ingresos medios por hogar en el distrito congresional eran de US$83 121, y los ingresos medios por familia eran de US$134 561. Los hogares que no formaban una familia tenían unos ingresos de US$80 497. El salario promedio de tiempo completo para los hombres era de US$61.867 frente a los US$53 685 para las mujeres. La renta per cápita para el distrito era de US$42 928. Alrededor del 3.9% de la población estaban por debajo del umbral de pobreza.